# Galaxias pedderensis
Galaxias pedderensis је зракоперка из реда Salmoniformes и фамилије Galaxiidae.

## Угроженост
Ова врста је крајње угрожена и у великој опасности од изумирања.

## Распрострањење
Ареал врсте је ограничен на једну државу. 
Аустралија је једино познато природно станиште врсте.

## Станиште
Станишта врсте су мочварна подручја, језера и језерски екосистеми и слатководна подручја.